# Röttenbach, Roth
Röttenbach là một đô thị trong huyện Roth, bang Bayern, Đức.